# 川井学
川井 学（川井 學、かわい まなぶ、1944年12月4日 - ）は、日本の作曲家、音楽教育者。

## 略歴
1967年、東京芸術大学音楽学部作曲科卒業。1972年、東京芸術大学大学院修士課程修了。1984年 - 1987年 桐朋学園大学助教授。
1988年 - 1992年 同大学教授。
1993年 - 1999年 東京芸術大学音楽学部作曲科助教授。
2000年 - 2012年 同大学教授（2003年-音楽学部長）。
作曲家としての他、音楽理論家としても活動。また武満徹のアシスタントも務めた。

## 主な作品
- ピアノ五重奏曲「ヴァリアメンティ」（1965）
- 萩原朔太郎の詩による3つの歌（1966）
- フルート四重奏曲（1967）
- ハープと弦楽のための〈オード〉（1975）
- ピアノと管弦楽のための〈オード〉（1978/1982）
- 児童合唱のための27の子どもの詩〈ソのぶらんこ〉（1988）[4]